# Poienița Voinii, Hunedoara
Poienița Voinii este un sat în comuna Bunila din județul Hunedoara, Transilvania, România.

## Personalități
- Drăgan Muntean (n. 18 aprilie 1955 – d. 20 aprilie 2002), cunoscut solist vocal de folclor muzical românesc din Ardeal.

## Vezi și
- Biserica de lemn din Poienița Voinii

## Imagini

Poienița Voinii în Harta Iosefină a Transilvaniei, 1769-1773